# Prêmios MTV Movie & TV
Os Prêmios MTV Movie & TV (português brasileiro) ou Prémios MTV Movie & TV (português europeu) (no original: MTV Movie & TV Awards; antigamente MTV Movie Awards) é uma cerimônia de entrega de prêmios do cinema e da televisão estadunidense, produzida e transmitida anualmente pela MTV desde 1992. Os indicados e eventuais vencedores são escolhidos pelo público através das plataformas digitais da emissora. O icônico troféu recebido pelos vencedores representa um balde de pipoca, sendo popularmente chamado de "Golden Popcorn" (ou "Pipoca Dourada").
Em 2017, a premiação mudou de nome para MTV Movie & TV Awards, adicionando programas de televisão. Também foi anunciado que a premiação não incluirá mais categorias distintas de gêneros.

## História
A primeira edição do MTV Movie Awards aconteceu em 10 de junho de 1992, no Walt Disney Studios, em Burbank, Califórnia. O troféu entregue nesse ano, tinha forma de uma caixa rolo de filme, e foi substituído por um balde de pipoca no ano seguinte. Desde 1993, cenas dos filmes mais populares daquele ano são parodiadas, assim como alguns programas de televisão e filmes mais antigos. Isso pode incluir montagens de vídeo, substituindo parte do elenco original por outros atores (geralmente, os apresentadores do programa de cada ano) zombando das cenas daquele filme.
Durante grande parte de sua história, a cerimônia foi gravada para transmissão posterior, ao contrário do MTV Video Music Awards, que sempre foi ao vivo. A cerimônia era gravada fora de ordem, com os segmentos do anfitrião gravados todos no início, seguidos pelas apresentações musicais e, em seguida, apresentações de prêmios, onde os artistas e atores indicados podiam escolher ficar apenas para sua categoria de prêmio. Depois de 2006, quando o produtor do programa Survivor, Mark Burnett assumiu as funções de produção, a cerimonia passou a ser transmitida ao vivo na maioria dos anos.
Em 2020, por conta da Pandemia de COVID-19, a premiação presencial foi cancelada e ganhou uma edição Intitulada, MTV Movie & TV Awards: Greatest Of All Time, em 6 de dezembro de 2020, que apresentou destaques de cerimônias anteriores e destacou momentos notáveis do cinema e da televisão desde a década de 1980, e foi apresentada pela atriz Vanessa Hudgens.
Em 2021, a premiação foi realizada em dois dias, 16 e 17 de maio de 2021, com a primeira noite sendo a cerimonia tradicional, e a segunda noite (MTV Movie & TV Awards: Unscripte) com foco exclusivamente em prêmios em reality shows. A cerimônia de 2022 manteve o formato dividido, mas com ambos os segmentos sendo exibidos em uma única noite. A cerimônia de 2023 seria originalmente apresentada por Drew Barrymore, mas Barrymore e outros convidados planejados desistiram em solidariedade à greve dos roteiristas dos Estados Unidos. Como resultado, a cerimônia presencial foi cancelada e substituída por uma cerimônia virtual pré-gravada sem apresentador. Em maio de 2024, a MTV cancelou a edição do ano, afirmando que o evento estava sendo reformulado para 2025.

## Categorias
- Filme do Ano
- Show de Televisão do Ano
- Melhor Atuação em um Filme
- Melhor Atuação em um Show de Televisão
- Melhor Revelação
- Melhor Herói
- Melhor Vilão
- Melhor Performance de Comédia
- Melhor Beijo
- Melhor Luta
- Melhor Documentário
- Melhor Competição de Reality
- Melhor Apresentador
- Momento dramático
- Próxima Geração
- Melhor Duo
- Melhor História Americana
- Melhor Luta Contra o Sistema
- Prêmio de Conquista para Toda a Vida

### Categorias Retiradas
- Melhor Diretor Novo
- Melhor Canção de Filme (Melhor performance musical)
- Melhor Equipe
- Melhor Ator
- Melhor Atriz

## Edições
| Ano  | Apresentador(es)                        | Filme do Ano                                   | Melhor atuação                                                 | Melhor atuação                                                        |
| Ano  | Apresentador(es)                        | Filme do Ano                                   | Feminino                                                       | Masculino                                                             |
| ---- | --------------------------------------- | ---------------------------------------------- | -------------------------------------------------------------- | --------------------------------------------------------------------- |
| 1992 | Dennis Miller                           | O Exterminador do Futuro 2: O Julgamento Final | Linda Hamilton, O Exterminador do Futuro 2: O Julgamento Final | Arnold Schwarzenegger, O Exterminador do Futuro 2: O Julgamento Final |
| 1993 | Eddie Murphy                            | A Few Good Men                                 | Sharon Stone, Instinto Selvagem                                | Denzel Washington, Malcolm X                                          |
| 1994 | Will Smith                              | Perigo para a Sociedade                        | Janet Jackson, Sem Medo No Coração                             | Tom Hanks, Filadélfia                                                 |
| 1995 | Jon Lovitz & Courteney Cox              | Pulp Fiction - Tempo de Violência              | Sandra Bullock, Velocidade Máxima                              | Brad Pitt, Entrevista com o Vampiro                                   |
| 1996 | Ben Stiller & Janeane Garofalo          | Seven                                          | Alicia Silverstone, As Patricinhas de Beverly Hills            | Jim Carrey, Ace Ventura 2 - Um Maluco na África                       |
| 1997 | Mike Myers                              | Scream                                         | Claire Danes, Romeu + Julieta                                  | Tom Cruise, Jerry Maguire                                             |
| 1998 | Samuel L. Jackson                       | Titanic                                        | Neve Campbell, Pânico 2                                        | Leonardo DiCaprio, Titanic                                            |
| 1999 | Lisa Kudrow                             | Quem Vai Ficar com Mary?                       | Cameron Diaz, Quem Vai Ficar com Mary?                         | Jim Carrey, The Truman Show                                           |
| 2000 | Sarah Jessica Parker                    | Matrix                                         | Sarah Michelle Gellar, Segundas Intenções                      | Keanu Reeves, Matrix                                                  |
| 2001 | Jimmy Fallon & Kirsten Dunst            | Gladiador                                      | Julia Roberts, Erin Brockovich                                 | Tom Cruise, Missão: Impossível II                                     |
| 2002 | Sarah Michelle Gellar & Jack Black      | O Senhor dos Anéis: A Sociedade do Anel        | Nicole Kidman, Moulin Rouge!                                   | Will Smith, Ali                                                       |
| 2003 | Seann William Scott & Justin Timberlake | O Senhor dos Anéis: As Duas Torres             | Kirsten Dunst, Homem-Aranha                                    | Eminem, 8 Mile                                                        |
| 2004 | Lindsay Lohan                           | O Senhor dos Anéis: O Retorno do Rei           | Uma Thurman, Kill Bill, Vol. 1                                 | Johnny Depp, Piratas do Caribe: A Maldição do Pérola Negra            |
| 2005 | Jimmy Fallon                            | Napoleon Dynamite                              | Lindsay Lohan, Mean Girls                                      | Leonardo DiCaprio, O Aviador                                          |
| 2006 | Jessica Alba                            | Wedding Crashers                               | Jake Gyllenhaal, Brokeback Mountain                            | Jake Gyllenhaal, Brokeback Mountain                                   |
| 2007 | Sarah Silverman                         | Piratas do Caribe: O Baú da Morte              | Johnny Depp, Piratas do Caribe: O Baú da Morte                 | Johnny Depp, Piratas do Caribe: O Baú da Morte                        |
| 2008 | Mike Myers                              | Transformers                                   | Elliot Page, Juno                                              | Will Smith, Eu Sou A Lenda                                            |
| 2009 | Andy Samberg                            | Crepúsculo                                     | Kristen Stewart, Crepúsculo                                    | Zac Efron, High School Musical 3: Ano da Formatura                    |
| 2010 | Aziz Ansari                             | A Saga Crepúsculo: Lua Nova                    | Kristen Stewart, Lua Nova                                      | Robert Pattinson, Lua Nova                                            |
| 2011 | Jason Sudeikis                          | A Saga Crepúsculo: Eclipse                     | Kristen Stewart, Eclipse                                       | Robert Pattinson, Eclipse                                             |
| 2012 | Russel Brand                            | A Saga Crepúsculo: Amanhecer - Parte 1         | Jennifer Lawrence, Jogos Vorazes                               | Josh Hutcherson, Jogos Vorazes                                        |
| 2013 | Rebel Wilson                            | The Avengers                                   | Jennifer Lawrence, O Lado bom da vida                          | Bradley Cooper, O Lado bom da vida                                    |
| 2014 | Conan O'Brien                           | The Hunger Games: Catching Fire                | Jennifer Lawrence, The Hunger Games: Catching Fire             | Josh Hutcherson, The Hunger Games: Catching Fire                      |
| 2015 | Amy Schumer                             | A Culpa é das Estrelas                         | Shailene Woodley, A Culpa é das Estrelas                       | Bradley Cooper, Sniper Americano                                      |
| 2016 | Dwayne Johnson & Kevin Hart             | Star Wars: O Despertar da Força                | Charlize Theron, Mad Max: Estrada da Fúria                     | Leonardo DiCaprio, O Regresso                                         |
| 2017 | Adam DeVine                             | Beauty and the Beast                           | Emma Watson, Beauty and the Beast                              | Emma Watson, Beauty and the Beast                                     |
| 2018 | Tiffany Haddish                         | Pantera Negra                                  | Chadwick Boseman, Pantera Negra                                | Chadwick Boseman, Pantera Negra                                       |
| 2019 | Zachary Levi                            | Avengers: Endgame                              | Lady Gaga, A Star Is Born                                      | Lady Gaga, A Star Is Born                                             |
| 2020 | Vanessa Hudgens                         | -                                              | -                                                              | -                                                                     |
| 2021 | Leslie Jones                            | To All the Boys: Always and Forever            | Chadwick Boseman, Ma Rainey's Black Bottom                     | Chadwick Boseman, Ma Rainey's Black Bottom                            |
| 2022 | Vanessa Hudgens                         | Spider-Man: No Way Home                        | Tom Holland, Spider-Man: No Way Home                           | Tom Holland, Spider-Man: No Way Home                                  |
| 2023 | -                                       | Scream VI                                      | Tom Cruise, Top Gun: Maverick                                  | Tom Cruise, Top Gun: Maverick                                         |
| 2024 | -                                       | -                                              | -                                                              | -                                                                     |